# Udham Singh Nagar (dystrykt)
Udham Singh Nagar – jeden z trzynastu dystryktów indyjskiego stanu Uttarakhand. Znajduje się w dywizji Kumaon. Powierzchnia tego dystryktu wynosi 3055 km². Stolicą dystryktu jest miasto Rudrapur. 

## Położenie
Od południa i zachodu graniczy ze stanem Uttar Pradesh, od północy z dystryktem Nainital i od wschodu z dystryktem Champawat i Nepalem.